# نیل آبی

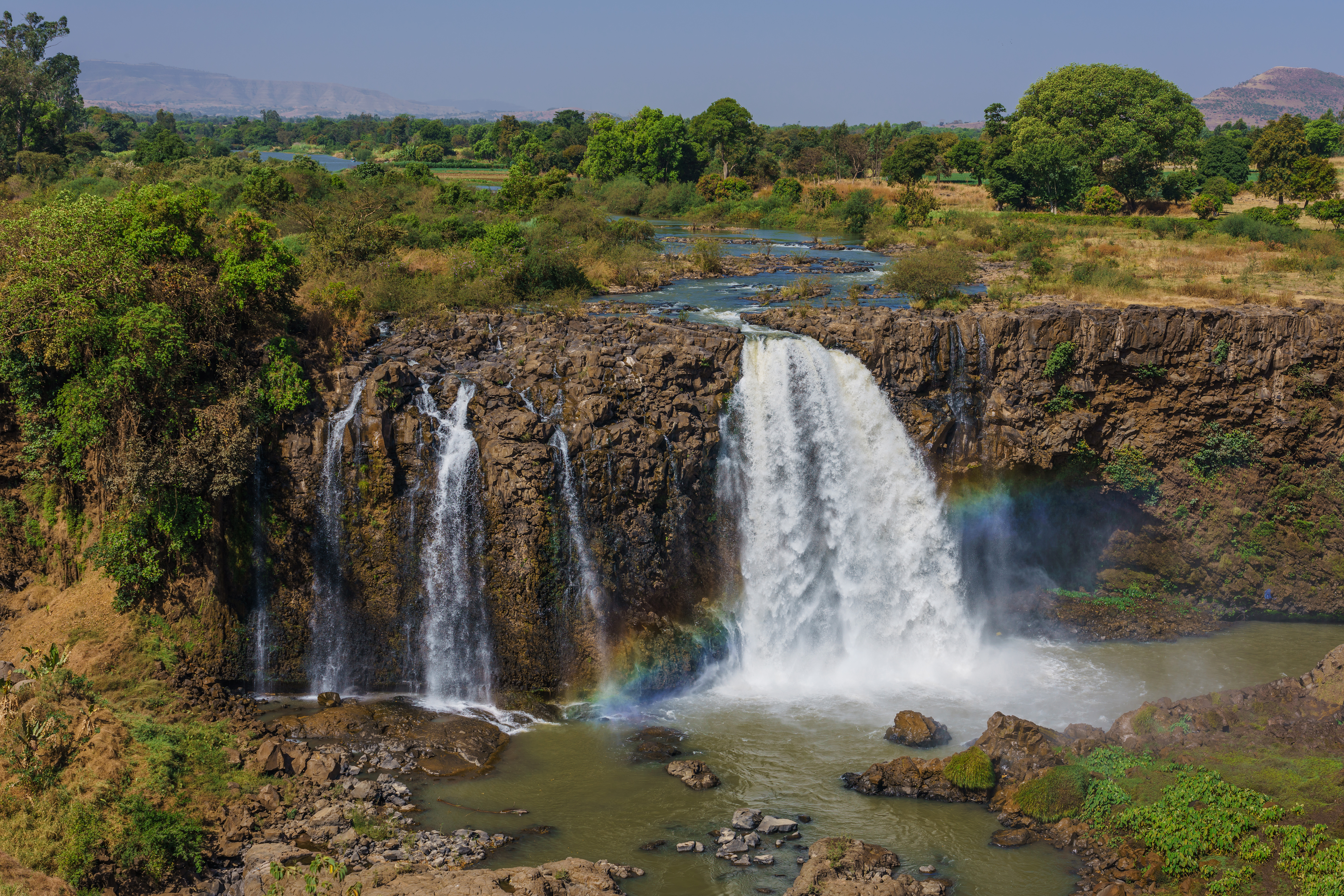
یک آبشار سر راه نیل آبی

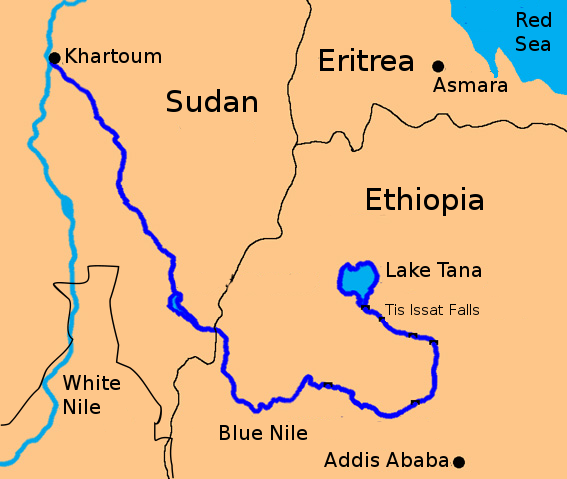
نقشه نیل آبی

نیل آبی (امهاری:ዓባይ; عربی: النيل الأزرق) یک رود است که از دریاچه تانا در اتیوپی سرچشمه می‌گیرد. این رود در خارطوم، سودان به نیل سفید می‌پیوندد و نیل اصلی را تشکیل می‌دهد. محل‌های بالایی این رود مقدس تصور می‌شود و اعتقاد است که این همان رود گیهون است که در سفر پیدایش به عنوان رودی تصویر شده‌است که از بهشت می‌آید.
طول آن ۱٬۴۵۰ کیلومتر، دبی میانگین آن ۲٬۳۴۹ مترمربع در ثانیه است و حوزه آبخیز آن ناحیه‌ای با مساحت ۳۲۵٬۰۰۰ کیلومترمربع را دربرمی‌گیرد
علت آبی بودن این رود وجود مقادیر آتشفشانی در سر راه این رود است.